# Marjan Gorenc
Temple de la renommée slovène : 2007
Marjan Gorenc (né le 27 février 1964 à Ljubljana en République socialiste de Slovénie) est un joueur slovène de hockey sur glace devenu entraîneur.

## Biographie

### Carrière en club
En 1983, il débute avec le HK Olimpija dans le championnat de Yougoslavie. Il a passé trois saisons au HK Bled de 1996 à 1999. Il met un terme à sa carrière en 2000.

### Carrière internationale
Il a représenté la Yougoslavie puis la Slovénie au niveau international. Il a participé à plusieurs championnats du monde et aux Jeux olympiques de 1984.

### Carrière d'entraîneur
Il a entraîné le HDD Olimpija Ljubljana de 2000 à 2002.